# بنفشه درختی
 بنفشه درختی(نام علمی: Viola arborescens) نام یک گونه از سرده بنفشه است.